# Tell Me Something I Don't Know
«Tell Me Something I Don't Know» es una canción interpretada por el grupo musical estadounidense Selena Gomez & The Scene, incluida en la banda sonora de la película Another Cinderella Story, de nombre homónimo (2008). Fue publicada como sencillo el 5 de agosto de 2008. Musicalmente, es una canción dance pop y electropop, compuesta por Antonina Armato, Michael Nielsen y Ralph Churchwell, mientras que su producción musical estuvo a cargo de Armato. Logró la posición número 13 en las listas musicales de Australia, y la 58 en el Billboard Hot 100 de Estados Unidos.
Un año después Gomez junto a su banda versionaron la canción y la incluyeron en su álbum debut Kiss & Tell.

## Versión remezclada

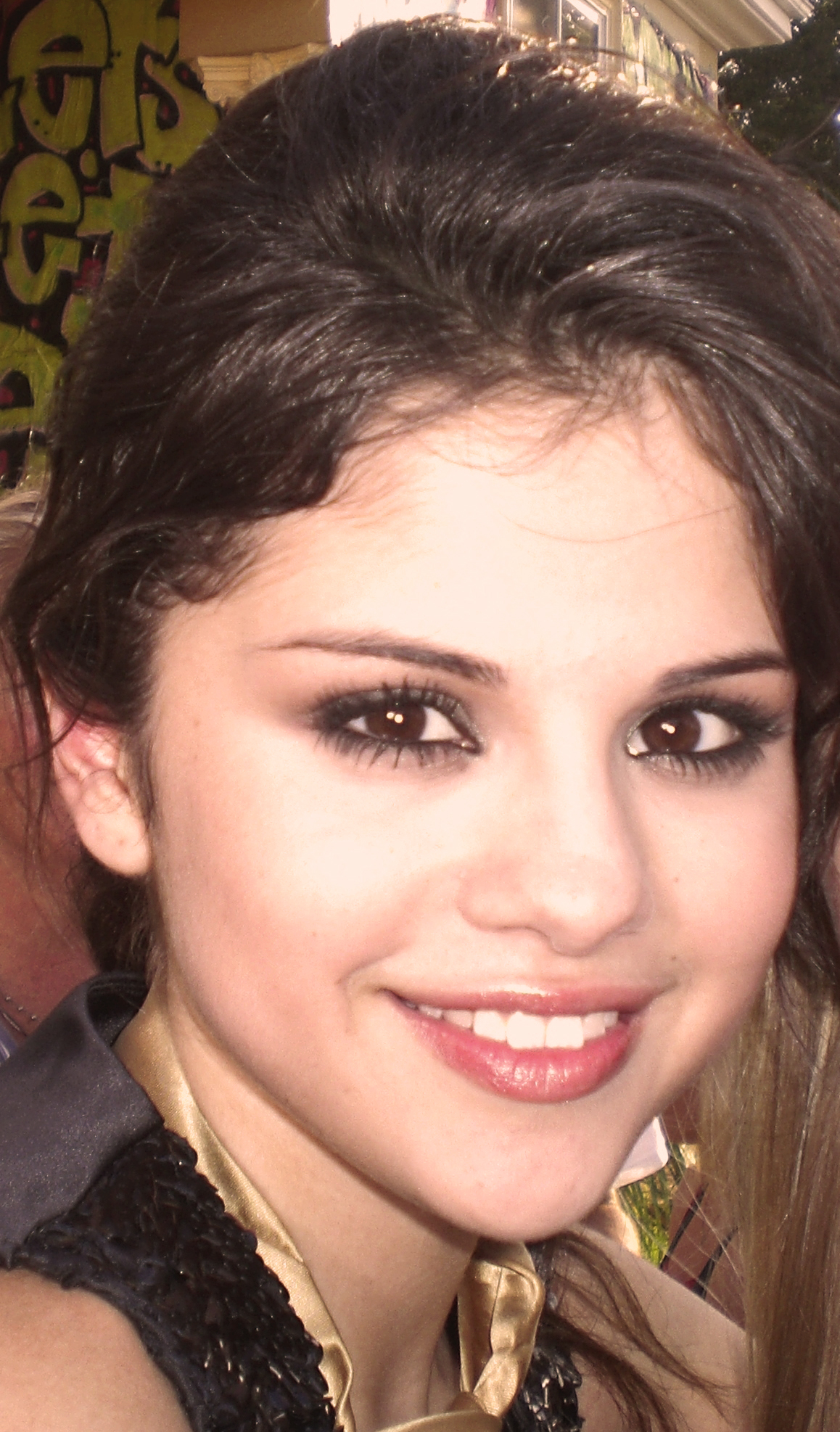
Gomez durante la filmación del vídeo musical de «Tell Me Something I Don't Know», junio de 2008.

En 2009 Gomez y su banda, regrabaron y editaron la canción y la incluyeron en su álbum debut Kiss & Tell.

### Vídeo musical
El vídeo musical comienza con escenas que recuerdan la película; Gomez comienza a limpiar una casa y la criada a gritarle. Gomez se sale de la casa y lleva a cabo una rutina de baile con sus bailarines. El vídeo también cuenta con Gomez al frente de un fondo negro con letras de la canción como «I'm ready for it» y «One in a million» volando a su alrededor.

### Premios y nominaciones
| Año  | Ceremonia de premiación | Premio                         | Resultado | Ref.  |
| ---- | ----------------------- | ------------------------------ | --------- | ----- |
| 2014 | VEVO Certified          | 100 millones de reproducciones | Ganador   | [ 9 ] |

### Listas
| País (Lista 2008)                  | Mejor posición |
| ---------------------------------- | -------------- |
| Australia (Hitseekers Singles)     | 13             |
| Estados Unidos (Billboard Hot 100) | 58             |

### Ventas
| País           | Ventas  |
| -------------- | ------- |
| Estados Unidos | 990,000 |